# El problema del ente ideal
El problema del ente ideal es el primer libro del filósofo español Antonio Millán-Puelles, en el que analiza el ente ideal en el pensamiento de Edmund Husserl y Nicolai Hartmann. Este concepto, según el autor, es uno de los dos temas fundamentales del sustrato ontológico de la fenomenología. El otro tema es la categoría de relación. Este estudio se justifica, según Millán-Puelles, pues la fenomenología desde sus orígenes es casi totalmente epistemológica, y sus fundamentos ontológicos han sido descuidados. Esta obra abre un arco en la filosofía de su autor, que terminará más de medio siglo después con la publicación del libro Teoría del objeto puro en el que retoma y profundiza en el estudio del ente ideal.

## Índice del libro
Introducción
Capítulo 1: Fenomenología. Razón del tema. División del trabajo.
Primera parte: Fenomenología del ser ideal
Sección primera: El descubrimiento del ser ideal
Capítulo 2: Prenotandos
Sección segunda: Lugar fenomenológico del ser ideal
Capítulo 3: El lugar de la idealidad en Husserl.
Capítulo 4: El conocimiento apriórico como lugar de la idealidad [Hartmann]
Segunda parte: Ontología de la idealidad
Sección primera: Los universales en Husserl
Capítulo 5: Teoría de la especie. Universalidad.
Capítulo 6: Teoría de la esencia
Sección segunda: La teoría de la idealidad en Hartmann
Capítulo 7: La idealidad en el ámbito matemático
Capítulo 8: El ser en sí de los objetos ideales
Tercera parte: Valoraciones y conclusiones
Capítulo 9: La prueba de la idealidad
Capítulo 10: Ente ideal como concepto objetivo
- Datos: Q5826256